# Wichita megye (Texas)
Wichita megye az Amerikai Egyesült Államokban, azon belül Texas államban található. Megyeszékhelye és legnagyobb városa Wichita Falls. Lakosainak száma 129 350 fő (2020. április 1.). Wichita megye Archer, Clay, Wilbarger, Tillman, Cotton és Baylor megyékkel határos.

## Népesség
A megye népességének változása:
| Lakosok száma | 131 667 | 130 674 | 131 488 | 132 047 | 131 705 | 132 000 | 129 350 |
|               | 2010    | 2011    | 2012    | 2013    | 2015    | 2017    | 2020    |